# Élections sénatoriales de 1989 dans le Gard
Les élections sénatoriales dans la Gard ont lieu le dimanche 24 septembre 1989. Elles ont pour but d'élire les sénateurs représentant le département au Sénat pour un mandat de six années.

## Contexte départemental
Lors des élections sénatoriales du 28 septembre 1980 dans le Gard, trois sénateurs ont été élus.
Depuis, tous les effectifs du collège électoral des grands électeurs ont été renouvelés, avec les élections législatives de 1988 dans le Gard, les élections régionales françaises de 1986, les élections cantonales de 1986 et 1989 et les élections municipales françaises de 1989.

## Rappel des résultats de 1980
| Candidat et parti politique | Candidat et parti politique | Candidat et parti politique | Premier tour | Premier tour | Second tour | Second tour |
| Candidat et parti politique | Candidat et parti politique | Candidat et parti politique | Voix         | %            | Voix        | %           |
| --------------------------- | --------------------------- | --------------------------- | ------------ | ------------ | ----------- | ----------- |
|                             | Gilbert Baumet              | PS                          | 630          | 53,39        |             |             |
|                             | André Rouvière              | PS                          | 593          | 50,25        |             |             |
|                             | Edgar Tailhades             | PS                          | 552          | 46,78        | 613         | 61,92       |
|                             | Narcisse Bolmont            | PCF                         | 343          | 29,07        | Retrait     | Retrait     |
|                             | Robert Jaunis               | PCF                         | 334          | 28,31        | Retrait     | Retrait     |
|                             | René Mathieu                | PCF                         | 327          | 27,71        | Retrait     | Retrait     |
|                             | Paul Gache                  | UDF                         | 227          | 19,24        | 230         | 23,23       |
|                             | Antoine Castelnau           | UDF                         | 212          | 16,97        | Retrait     | Retrait     |
|                             | Lucienne Taulelle           | MRG                         | 117          | 9,92         | 147         | 14,85       |
|                             | Paul Béchard                | DVG                         | 76           | 6,44         | Retrait     | Retrait     |
|                             |                             |                             |              |              |             |             |
| Inscrits                    | Inscrits                    | Inscrits                    | 1 200        | 100,00       | 1 200       | 100,00      |
| Abstentions                 | Abstentions                 | Abstentions                 | 11           | 0,58         | 16          | 0,58        |
| Votants                     | Votants                     | Votants                     | 1 193        | 99,42        | 1 193       | 99,42       |
| Blancs et nuls              | Blancs et nuls              | Blancs et nuls              | 7            | 0,58         | 203         | 16,92       |
| Exprimés                    | Exprimés                    | Exprimés                    | 1 180        | 98,33        | 990         | 82,50       |

## Sénateurs sortants
| Sénateur | Sénateur        | Parti | Fonctions lors de l'élection en 1980                     |
| -------- | --------------- | ----- | -------------------------------------------------------- |
|          | Gilbert Baumet  | PS    | Président du conseil général, maire de Pont-Saint-Esprit |
|          | André Rouvière  | PS    | Conseiller général, maire de Bessèges                    |
|          | Claude Pradille | PS    | Conseiller général, maire de Sauve                       |

## Présentation des candidats
Les nouveaux représentants sont élus pour une législature de 6 ans au suffrage universel indirect par les 1089 grands électeurs du département. Dans le Gard, les sénateurs sont élus au scrutin majoritaire à deux tours. Leur nombre reste inchangé, 2 sénateurs sont à élire. Ils sont 10 candidats dans le département, chacun avec un suppléant.
| Candidats | Candidats           | Parti | Principale fonction                                                        |
| --------- | ------------------- | ----- | -------------------------------------------------------------------------- |
|           | Gilbert Millet      | PCF   | Député, conseiller municipal d'Alès                                        |
|           | Bernard Deschamps   | PCF   | Conseiller général                                                         |
|           | René Mathieu        | PCF   | Conseiller général, maire de Saint-Victor-la-Coste                         |
|           | André Rouvière      | PS    | Sénateur sortant, conseiller général                                       |
|           | Claude Pradille     | PS    | Sénateur sortant, conseiller général, maire de Sauve                       |
|           | Gilbert Baumet      | PS    | Sénateur sortant, président du conseil général, maire de Pont-Saint-Esprit |
|           | Robert Ruas         | UDF   | Conseiller régional, conseiller général                                    |
|           | Jean Poudevigne     | UDF   | Conseiller général                                                         |
|           | Maurice Jouffret    | DVD   |                                                                            |
|           | Jean-Louis Olivier  | DVD   | Adjoint au maire de Nîmes                                                  |
|           | Max Romanet         | RPR   | Conseiller régional                                                        |
|           | Charles de Chambrun | FN    | Maire de Saint-Gilles                                                      |

## Résultats
| Candidat et parti politique | Candidat et parti politique | Candidat et parti politique | Premier tour | Premier tour | Second tour | Second tour |
| Candidat et parti politique | Candidat et parti politique | Candidat et parti politique | Voix         | %            | Voix        | %           |
| --------------------------- | --------------------------- | --------------------------- | ------------ | ------------ | ----------- | ----------- |
|                             | Gilbert Baumet              | PS                          | 858          | 59,96        |             |             |
|                             | Claude Pradille             | PS                          | 603          | 42,14        | 708         | 52,10       |
|                             | André Rouvière              | PS                          | 601          | 42,00        | 692         | 50,92       |
|                             | Max Romanet                 | RPR                         | 348          | 24,32        | 587         | 43,19       |
|                             | Jean-Louis Olivier          | DVD                         | 328          | 22,92        | 558         | 41,06       |
|                             | Maurice Jouffret            | DVD                         | 321          | 22,43        | Retrait     | Retrait     |
|                             | Robert Ruas                 | UDF                         | 224          | 15,65        | Retrait     | Retrait     |
|                             | Jean Poudevigne             | UDF                         | 177          | 12,37        | Retrait     | Retrait     |
|                             | René Mathieu                | PCF                         | 173          | 12,09        | Retrait     | Retrait     |
|                             | Bernard Deschamps           | PCF                         | 169          | 11,81        | Retrait     | Retrait     |
|                             | Gilbert Millet              | PCF                         | 163          | 11,39        | Retrait     | Retrait     |
|                             | Charles de Chambrun         | FN                          | 122          | 8,53         | 61          | 4,49        |
|                             |                             |                             |              |              |             |             |
| Inscrits                    | Inscrits                    | Inscrits                    | 1 448        | 100,00       | 1 448       | 100,00      |
| Abstentions                 | Abstentions                 | Abstentions                 | 11           | 0,76         | 16          | 1,10        |
| Votants                     | Votants                     | Votants                     | 1 437        | 99,24        | 1 432       | 98,90       |
| Blancs et nuls              | Blancs et nuls              | Blancs et nuls              | 6            | 0,41         | 73          | 5,04        |
| Exprimés                    | Exprimés                    | Exprimés                    | 1 431        | 98,83        | 1 359       | 93,85       |